# Movimiento rectilíneo uniformemente acelerado
En física, el movimiento rectilíneo uniformemente acelerado (MRUA), también conocido como movimiento rectilíneo uniformemente variado (MRUV), es aquel en el que un móvil se desplaza sobre una trayectoria recta estando sometido a una aceleración constante.
En términos más simples, el MRUV describe el movimiento de un objeto que se mueve en línea recta y su velocidad cambia de manera uniforme.
Un ejemplo de este tipo de movimiento es el de caída libre vertical, en el cual la aceleración que interviene, y considerada constante, es la que corresponde a la gravedad.

Desde el punto de vista de la dinámica, también puede definirse como el movimiento que realiza una partícula que partiendo del reposo que es acelerada por una fuerza constante.
El Movimiento Rectilíneo Uniformemente Acelerado (MRUA) es un caso particular del movimiento uniformemente acelerado (MUA).

## Movimiento rectilíneo uniformemente acelerado en mecánica "newtoniana"
En mecánica clásica el movimiento rectilíneo uniformemente acelerado (MRUA) presenta dos características fundamentales:
1. La trayectoria es rectilínea
2. La aceleración sobre la partícula es constante

A partir de la segunda Ley de Newton se puede expresar:
{\displaystyle \mathbf {F} =m\,\mathbf {a} }
Dado que la masa es una constante, si la fuerza resultante aplicada es constante resultará que la aceleración también será constante.
Por lo tanto, esto determina que:
1. La velocidad varía linealmente respecto del tiempo.
2. La posición varía según una relación cuadrática respecto del tiempo.

Las figuras muestran las relaciones de la aceleración, la velocidad y el desplazamiento respecto del tiempo, aceleración (constante, recta horizontal), velocidad (recta con pendiente) y del desplazamiento (parábola).
|  |  |  |

La aceleración a constante, en el ejemplo:
{\displaystyle a=a_{0}}
|  |  |  |

podemos ver la gráfica de la función de la aceleración respecto al tiempo, se ve claramente que son rectas horizontales.
La velocidad v para un instante t dado es:
{\displaystyle v(t)=at+v_{0}}
Para una misma velocidad inicial con distintas aceleraciones tenemos un haz de rectas de distinta pendiente:
|  |  |  |

con una misma aceleración y distintas velocidades iniciales tenemos rectas paralelas como las de los gráficos:
|  |  |  |

Finalmente la posición en función del tiempo se expresa por:
{\displaystyle e(t)={\frac {1}{2}}at^{2}+v_{0}t+e_{0}}
donde {\displaystyle e_{0}\,} es la posición inicial.
La función posición respecto al tiempo, con una aceleración constante y distinta de cero, es una parábola, la velocidad inicial y la posición inicial son fijos, para distintas aceleraciones se tendrá distintas parábolas, que pasan por el mismo punto de la posición inicial y en ese punto presentan la misma pendiente.
|  |  |  |

Con una misma aceleración y con la misma posición inicial, pero con distintas velocidades iniciales las gráficas son de esta forma:
|  |  |  |

Las gráficas en el caso de una misma aceleración y misma velocidad inicial, pero con distintas posiciones iniciales, serían de esta forma:
|  |  |  |

Además de las relaciones básicas anteriores, existe una ecuación que relaciona entre sí el desplazamiento y la rapidez del móvil. Ésta se obtiene despejando el tiempo de (2a) y sustituyendo el resultado en (3):
{\displaystyle v^{2}=2a(e-e_{0})+v_{0}^{2}\,}

### Deducción de la velocidad en función del tiempo
|  |  |  |  |
|  |  |  |  |
|  |  |  |  |

Se parte de la definición de aceleración

{\displaystyle {\cfrac {dv}{dt}}=a}

y se integra esta ecuación diferencial lineal de primer orden

{\displaystyle \int _{v_{0}}^{v}dv=\int _{t_{0}}^{t}a\,dt}

se resuelve la integral para a constante:

{\displaystyle v=a(t-t_{0})+v_{0}\ }

donde {\displaystyle v_{0}\,} es la velocidad del móvil en el instante inicial {\displaystyle t_{0}\,}. 
En el caso de que el instante inicial sea {\displaystyle t_{0}=0\,}, será

{\displaystyle v=at+v_{0}\ }

### Deducción de la posición en función del tiempo.
A partir de la definición de velocidad

{\displaystyle {\cfrac {de}{dt}}=v}

integrando:

{\displaystyle \int _{e_{0}}^{e}de=\int _{t_{0}}^{t}v\,dt}

en la que se sustituye el valor obtenido anteriormente para {\displaystyle v=v(t)\,}

{\displaystyle \int _{e_{0}}^{e}de=\int _{t_{0}}^{t}[a(t-t_{0})+v_{0}]\,dt}

resolviendo la integral, y teniendo en cuenta que {\displaystyle a\,} y {\displaystyle v_{0}\,} son constantes:

{\displaystyle e={\frac {1}{2}}a(t-t_{0})^{2}+v_{0}(t-t_{0})+e_{0}}

donde {\displaystyle e_{0}\,} la posición del móvil en el instante {\displaystyle t_{0}\,}. 
En el caso de que en el tiempo inicial sea {\displaystyle t_{0}=0\,} la ecuación sería:

{\displaystyle e={\frac {1}{2}}at^{2}+v_{0}t+e_{0}}

### Ecuación no temporal del movimiento
Se trata de relacionar la posición, la velocidad y la aceleración, sin que aparezca el tiempo.
Se parte de la definición de aceleración, multiplicando y dividiendo por {\displaystyle de\,} se puede eliminar el tiempo

{\displaystyle a={\frac {dv}{dt}}={\frac {dv}{dt}}{\frac {de}{de}}={\frac {de}{dt}}{\frac {dv}{de}}=v{\frac {dv}{de}}}

se separan las variables y se prepara la integración teniendo en cuenta que {\displaystyle a={\text{cte.}}\,}

{\displaystyle \int _{v_{0}}^{v}vdv=\int _{e_{0}}^{e}ade=a\int _{e_{0}}^{e}de}

y se integra

{\displaystyle \left.{\frac {1}{2}}\;v^{2}\right]_{v_{0}}^{v}=\left.a\;e\right]_{e_{0}}^{e}}

resultando

{\displaystyle {\frac {1}{2}}(v^{2}-v_{0}^{2})=a(e-e_{0})}

y ordenando

{\displaystyle v^{2}=v_{0}^{2}+2a(e-e_{0})}

A un resultado similar se puede llegar partiendo de estas expresiones
{\displaystyle \left\{{\begin{array}{l}e={\cfrac {1}{2}}at^{2}\\v=at\quad \Rightarrow \quad t={\cfrac {v}{a}}\end{array}}\right|\quad \Rightarrow \quad e={\cfrac {1}{2}}a\left({\cfrac {v}{a}}\right)^{2}\quad \Rightarrow \quad e={\cfrac {1}{2}}a{\cfrac {v^{2}}{a^{2}}}}
operando los términos:
{\displaystyle e={\cfrac {v^{2}}{2a}}\quad \Rightarrow \quad v^{2}=2ae\quad \Rightarrow \quad v={\sqrt {2ae}}}
La velocidad alcanzada por un móvil, partiendo del reposo, a aceleración constante, es igual a la raíz cuadrada de dos veces la aceleración por el espacio recorrido. Téngase en cuenta que en esta relación no interviene el tiempo.

## Movimiento acelerado en mecánica relativista

Movimiento relativista bajo fuerza constante: aceleración (azul), velocidad (verde) y desplazamiento (rojo).

En mecánica relativista no existe un equivalente exacto del movimiento rectilíneo uniformemente acelerado, ya que la aceleración depende de la velocidad y mantener una aceleración constante requeriría una fuerza progresivamente creciente. Lo más cercano que se tiene es el movimiento de una partícula bajo una fuerza constante, que comparte muchas de las características del MUA de la mecánica clásica.
La ecuación de movimiento relativista para el movimiento bajo una fuerza constante partiendo del reposo es:

(4){\displaystyle {\begin{cases}{\cfrac {d}{dt}}\left({\cfrac {v}{\sqrt {1-v^{2}/c^{2}}}}\right)={\cfrac {F}{m_{0}}}=w\\v(0)=0\end{cases}}}

Donde w es una constante que, para valores pequeños de la velocidad comparados con la velocidad de la luz, es aproximadamente igual a la aceleración (para velocidades cercanas a la de la luz la aceleración es mucho más pequeña que el cociente entre la fuerza y la masa). De hecho la aceleración bajo una fuerza constante viene dada en el caso relativista por:

{\displaystyle a(t)={\frac {w}{\left(1+{\frac {w^{2}t^{2}}{c^{2}}}\right)^{\frac {3}{2}}}}}

La integral de (4) es sencilla y viene dada por:

(5){\displaystyle {\frac {v}{\sqrt {1-v^{2}/c^{2}}}}=wt\qquad \Rightarrow \qquad v(t)={\frac {wt}{\sqrt {1+{\frac {w^{2}t^{2}}{c^{2}}}}}}}

E integrando esta última ecuación, suponiendo que inicialmente la partícula ocupaba la posición x = 0, se llega a:

(6){\displaystyle x(t)={\frac {c^{2}}{w}}\left[{\sqrt {1+{\frac {w^{2}t^{2}}{c^{2}}}}}-1\right]}

En este caso el tiempo propio de la partícula acelerada se puede calcular en función del tiempo coordenado t mediante la expresión:

(7){\displaystyle \tau ={\frac {c}{w}}\ln \left[{\frac {wt}{c}}+{\sqrt {1+{\frac {w^{2}t^{2}}{c^{2}}}}}\right]}

Todas estas expresiones pueden generalizarse fácilmente al caso de un movimiento uniformemente acelerado, cuya trayectoria es más complicada que la parábola, tal como sucede en el caso clásico cuando el movimiento se da sobre un plano.

### Observadores de Rindler
El tratamiento de los observadores uniformemente acelerados en el espacio-tiempo de Minkowski se realiza habitualmente usando las llamadas coordenadas de Rindler para dicho espacio, un observador acelerado queda representado por un sistema de referencia asociado a unas coordenadas de Rindler. Partiendo de las coordenadas cartesianas la métrica de dicho espacio-tiempo:

{\displaystyle ds^{2}=-c^{2}dT^{2}+dX^{2}+dY^{2}+dZ^{2},\qquad (T,X,Y,Z)\in \mathbb {R} ^{4}}

Considérese ahora la región conocida como cuña de Rindler, dada por el conjunto de puntos que verifican:

{\displaystyle {\mathcal {R}}_{Rind}=\{(T,X,Y,Z)\in \mathbb {R} ^{4}|\ 0<X<\infty ,\;-X<T<X\}}

Y defínase sobre ella un cambio de coordenadas dado por las transformaciones siguientes:

{\displaystyle {\begin{cases}t={\cfrac {c}{\alpha }}\operatorname {arctanh} \left({\cfrac {cT}{X}}\right),\;x={\cfrac {c^{2}}{\alpha }}\ln \left({\cfrac {\alpha }{c^{2}}}{\sqrt {X^{2}-c^{2}T^{2}}}\right)\;y=Y,\;z=Z\\T={\cfrac {c}{\alpha }}\ e^{\alpha x/c^{2}}\sinh \left({\cfrac {\alpha t}{c}}\right),\;X={\cfrac {c^{2}}{\alpha }}\ e^{\alpha x/c^{2}}\cosh \left({\cfrac {\alpha t}{c}}\right),\;Y=y,\;Z=z\end{cases}}}

Donde:
{\displaystyle \alpha \,}, es un parámetro relacionado con la aceleración del observador.
{\displaystyle (t,x,y,z)\,}, son las coordenadas temporal y espaciales medidas por dicho observador.
Usando estas coordenadas, la cuña de Rindler del espacio de Minkowski tiene una métrica, expresada en las nuevas coordenadas, dada por la expresión:

{\displaystyle ds^{2}=e^{\frac {2\alpha x}{c^{2}}}(-dt^{2}+dx^{2})+dy^{2}+dz^{2},\qquad (t,x,y,z)\in \times \mathbb {R} ^{4}}

Puede que estas coordenadas representen a un observador acelerado según el eje X, cuya cuadriaceleración obtenida como derivada covariante de la cuadrivelocidad está relacionada con el valor de la coordenada x:

{\displaystyle \nabla _{\mathbf {e} _{0}}\mathbf {e} _{0}=\alpha e^{-{\frac {\alpha x}{c^{2}}}}\ \mathbf {e} _{1},\qquad \mathbf {a} =(a^{0};a^{1},a^{2},a^{3})=\left(0;\alpha e^{-{\frac {\alpha x}{c^{2}}}},0,0\right)}

### Horizonte de Rindler
Es interesante notar que un observador uniformemente acelerado tiene horizonte de sucesos, es decir existe una superficie espacial (que coincide con la frontera de la cuña de Rindler):

{\displaystyle H_{Rind}^{-}=\{(T,X,Y,Z)|X^{2}-c^{2}T^{2}=0\}=\{(t,x,y,z)|x=-\infty \}}

tal que la luz del otro lado jamás alcanzaría al observador acelerado. Este horizonte de sucesos es del mismo tipo que el horizonte que ve un obsevador situado fuera de un agujero negro; es decir, los eventos al otro lado del horizonte de sucesos no pueden ser vistos por estos observadores.
El ejemplo de las coordenadas de Rindler muestra que la ocurrencia de un horizonte de sucesos no está asociada al propio espacio-tiempo sino a ciertos observadores. Las coordenadas de Rindler constituyen una cartografía del espacio-tiempo plano de Minkowski. En dicho espacio un observador inercial no ve ningún horizonte de sucesos pero sí lo ve un observador acelerado.

## Movimiento acelerado en mecánica cuántica

### Movimiento bajo fuerza constante en mecánica cuántica
En mecánica cuántica no se puede hablar de trayectorias ya que la posición de la partícula no puede determinarse con precisión arbitraria, por lo que sólo existen análogos cuánticos imperfectos del movimiento rectilíneo clásico. El equivalente cuántico más simple de movimiento uniformemente acelerado es el de una partícula cuántica (no relativista y sin espín) en un campo de fuerzas conservativo en el que la energía potencial es una función lineal de la coordenada.

{\displaystyle -{\frac {\hbar ^{2}}{2m}}{\frac {\partial ^{2}\Psi }{\partial x^{2}}}-xF\psi (x,t)=i{\frac {\partial \Psi (x,t)}{\partial t}}}

La solución general de esta ecuación puede escribirse como transformada de Fourier del conjunto de soluciones de la ecuación estacionaria:

{\displaystyle \Psi (x,t)=\left({\frac {m}{\hbar ^{2}F^{2}}}\right)^{1/3}\int _{-\infty }^{+\infty }A_{E}\ {\hat {\psi }}(x;E)e^{-iEt/\hbar }\ dE}

Donde {\displaystyle \scriptstyle A_{E}} la amplitud es una función de la energía que debe escogerse para satisfacer las condiciones iniciales y la función {\displaystyle \scriptstyle {\hat {\psi }}(x;E)} en el integrando debe ser solución de la ecuación de Schrödinger estacionaria:

{\displaystyle -{\frac {\hbar ^{2}}{2m}}{\frac {\partial ^{2}\psi _{E}}{\partial x^{2}}}-xF\psi _{E}(x)=E\psi _{E}(x),\qquad \psi _{E}(x):={\hat {\psi }}(x;E)}

Donde:
{\displaystyle \hbar \,} es la constante de Planck racionalizada.
{\displaystyle m\,} es la masa de la partícula.
{\displaystyle F\,} es la fuerza que se ejerce sobre la partícula.
{\displaystyle E\,} es la energía de un estado estacionario del hamiltoniano cuántico.
Haciendo el cambio de variable:

{\displaystyle {\bar {x}}=-\left({\frac {2m}{\hbar ^{2}F}}\right)^{1/3}(E+xF)}

Entonces la ecuación (*) equivale a la ecuación:

{\displaystyle {\frac {d^{2}\psi _{E}({\bar {x}})}{d{\bar {x}}^{2}}}-{\bar {x}}\psi _{E}({\bar {x}})=0}

Que es la ecuación de Airy, por lo que la solución general de la ecuación de Schrödinger queda en términos de funciones Airy:

{\displaystyle \psi _{E}(x)=A\mathrm {Ai} ({\bar {x}})+B\mathrm {Bi} ({\bar {x}})}

Por consideraciones físicas B = 0, ya que en caso contrario la anterior función no sería acotada.

{\displaystyle \psi _{E}(x)=A\mathrm {Ai} \left[\left({\frac {2m}{\hbar ^{2}F}}\right)^{1/3}(Fx+E)\right]}

Nótese que la ecuación anterior tiene solución para cualquier valor de E y por tanto los estados energéticos posibles de una partícula tienen un espectro continuo (a diferencia de lo que pasa para otros sistemas cuánticos con niveles de energía discretos).

### Efecto Unruh
En 1975, Stephen Hawking conjeturó que cerca del horizonte de sucesos de un agujero negro debía aparecer una producción de partículas cuyo espectro de energías correspondería con la de un cuerpo negro cuya temperatura fuera inversamente proporcional a la masa del agujero. En un análisis de observadores acelerados, Paul Davies probó que el mismo argumento de Hawking era aplicable a estos observadores (observadores de Rindler).
En 1976, Bill Unruh basándose en los trabajos de Hawking y Davies, predijo que un observador uniformemente acelerado observaría radiación de tipo Hawking donde un observador inercial no observaría nada. En otras palabras el efecto Unruh afirma que el vacío es percibido como más caliente por un observador acelerado. La temperatura efectiva observada es proporcional a la aceleración y viene dada por:

{\displaystyle kT={\frac {\hbar a}{2\pi c}}}

Donde:
{\displaystyle k\,}, constante de Boltzmann.
{\displaystyle \hbar }, constante de Planck racionalizada.
{\displaystyle c\,}, velocidad de la luz.
{\displaystyle T\,}, temperatura absoluta del vacío, medida por el observador acelerado.
{\displaystyle a\,}, aceleración del observador uniformemente acelerado.
De hecho el estado cuántico que percibe el observador acelerado es un estado de equilibrio térmico diferente del que percibe un observador inercial. Ese hecho hace de la aceleración una propiedad absoluta: un observador acelerado moviéndose en el espacio abierto puede medir su aceleración midiendo la temperatura del fondo térmico que le rodea. Esto es similar al caso relativista clásico, en donde un observador acelerado que observa una carga eléctrica en reposo respecto a él puede medir la radiación emitida por esta carga y calcular su propia aceleración absoluta.